# Engelbertus Lagerwey

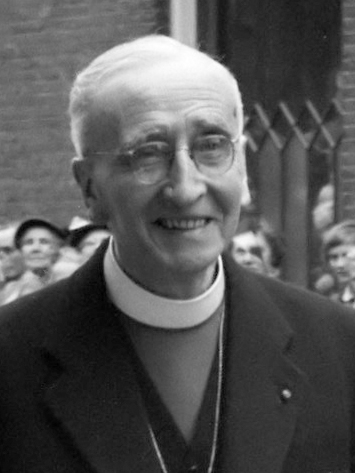
Engelbert Lagerwey (1956)

Engelbertus Lagerwey (* 26. September 1880 in Amsterdam; † 13. März 1959 in Utrecht) war altkatholischer Bischof von Deventer.

## Leben
Lagerwey war der Sohn des Unternehmers Henricus Gregorius Lagerwey und von Alida Hendrika van Pel. Er erhielt eine klassische Erziehung als Seminarist am städtischen Gymnasium in Amersfoort und studierte danach altkatholische Theologie am dortigen Seminar.

### Kirchliche Ämter
Er empfing am 23. Oktober 1904 die Priesterweihe und diente der Kirche als Pastor nacheinander in Zaandam (1904–1910), in Dordrecht (1910–1924) und in Utrecht (1924–1945), wo er Pfarrer an der Neuen St.-Gertrudis-Kathedralkirche (1914) und Erzpriester der Stadt und des Bezirks von Utrecht war. Im Jahre 1924 wurde er Mitglied des Metropolitankapitels von Utrecht.
Am 2. Oktober 1941 wurde er als Nachfolger von Johann Hermann Berends zum Bischof von Deventer ernannt, am 12. November 1941 spendete ihm der Erzbischof von Utrecht, Andreas Rinkel, die Bischofsweihe. Dabei wählte er als Devise Eternitati Laboramus (Wir arbeiten für die Ewigkeit). Dass Lagerwey eine aktive Rolle im Widerstand gegen die deutsche Besatzung spielte, mag einer der Gründe dafür gewesen sein, dass Rinkel ihn zum Bischof von Deventer ernannte.
Mit dem Erreichen des 70. Lebensjahres (1950) trat er als Kapitular zurück und wurde zum Ehrenkapitular ernannt. Er bekleidete das Bischofsamt bis zu seinem Tode.